# Ivóvíz

Vízpazarlás

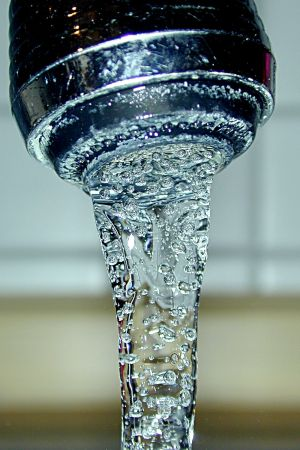
Tiszta csapvíz

Az ivóvíz az ember által fogyasztásra alkalmas víz, amely megfelel az ivóvíz szabványok előírásainak.
Amennyiben oldott ásványianyag-tartalma meghaladja az 500 mg/l-t, ásványvíznek minősül, és „ásványvíz” felirattal palackozható.
Ivóvíz hagyományosan artézi kútból, természetes forrásból, tavakból, folyókból, tengerből nyerhető. A talajvíz Magyarország legnagyobb részén jelentős biológiai és vegyi elszennyezése (főleg  nitrát- és nitrittartalma) miatt ivásra évtizedek óta alkalmatlan.[forrás?]
A Föld ivóvízkészletét csökkenti a népességrobbanás, a víz pocsékolása és elszennyezése. A Föld egyes részein nagy probléma az ivóvízhiány. 2006-ban a mezőgazdaság használta fel a globális vízfogyasztás mintegy 80%-át. Egyes becslések szerint 2025-re az emberiség 66%-ának nem lesz elegendő jó ivóvize.
A globális felmelegedés és az éghajlat változása miatt egyre többet beszélnek az úgynevezett ivóvízbázisokról, amelyek felértékelődése konfliktusok okává válhat.

## Ivóvízkészletek a világban
Földünk édesvízkészletének kétharmada fagyott állapotú, egyharmada (10 665 millió köbméter) a felszín alatt (talaj, folyó, mocsár), illetve a levegőben található.[forrás?]
2007-ben a legnagyobb készleteket Grönlandon, Alaszkában, Kanadában említenek.[forrás?]

## Magyarországon

### Az ivóvízminőségi előírások
A közfogyasztású ivóvizeket, mint élettani szempontból alapvetően szükséges élelmiszert Magyarországon a Nemzeti Népegészségügyi és Gyógyszerészeti Központ (NNGYK) rendszeresen vizsgálja és ellenőrzi.
A közegészségügyi előírások a főzésre, mosogatásra, testi tisztálkodásra szolgáló víztől ugyanazokat a tulajdonságokat követelik meg, mint az ivóvíztől.
- Színtelen, átlátszó:

a vasoxihidrát vörösessé, az algák zöldessé, a tőzeges talaj sárgássá festi, míg az algák, baktériumok, agyag, és homok zavarossá tehetik a vizet.
- Szagtalan:

A kénhidrogén, klór, klórfenolok, szerves anyagok, gyári termékek és gázok élvezhetetlenné, nagyobb mértékben az egészségre is károssá tehetik a vizet.
- Kellemes ízű:

A tőzeges talajból származó vizek úgynevezett mocsárízzel, a magnéziumsók keserű, salétromsavas sók édes, a kloridok sós, a vas tintaízű vizet eredményeznek.
- Kellemes hőfokú legyen:

A legjobb a 10-14 °C-os ivóvíz.
- Ne legyen sem túl lágy, sem túl kemény:

A víz keménységét a benne oldott kalcium, és magnéziumsók adják. Minél magasabb az oldott ásványianyag tartalma, annál kellemesebb fogyasztású, ellenben annál alkalmatlanabb a háztartási berendezések üzemeltetésére (vízkő).
- Ne tartalmazzon az egészségre ártalmas szennyező, fertőző anyagokat:

A vizsgáló laboratóriumok ki tudják mutatni a levegőből, a talajból bekerült szennyező anyagok mennyiségét. A vegyi anyagok közül a nitrát, de különösen a nitrit szennyeződés alkalmatlanná teszi, míg a nagyobb mennyiségű fluor a fogak elszíneződését, esetleg fogszuvasodást is okoznak. Vas és mangán szennyeződéseket levegőztetéssel, aktívszénen való átszűréssel javítják. A jódhiánytól golyvát kaphatnak az emberek. Előfordulhat még a fekáliával való fertőzés, ilyen esetekben a kólibaktérium okozta hasmenéssel kell számolnunk, ennek megszüntetésére felforralják, ultraibolya fénnyel besugározzák, vagy ozonizálják, klórozzák, vagy ezüst elektrokatadinezésével tisztítják meg a vizet. A háztartási és ipari víztisztítás jelenleg igen elterjedt módszere még a fordított ozmózis elve alapján történő víztisztítás.

### Az ivóvízben előforduló vegyületek felső határértékei Budapesten
- Szabad aktív klór	–
- Klorid (mg/l) 100
- Vas (μg/l) 200
- Mangán (μg/l) 50
- Nitrát (mg/l) 50
- Nitrit (mg/l) 0,1
- Ammónium (mg/l) 0,2
- Összes keménység (CaO mg/l) 50-350
- Vezetőképesség (μS/cm) 2500
- pH 6,5-8,5 [5]